# Eryngium fluminense
Eryngium fluminense är en flockblommig växtart som beskrevs av Ignatz Urban. Eryngium fluminense ingår i släktet martornar, och familjen flockblommiga växter. Inga underarter finns listade i Catalogue of Life.